# Mesomyia montana
Mesomyia montana är en tvåvingeart som först beskrevs av Ricardo 1917.  Mesomyia montana ingår i släktet Mesomyia och familjen bromsar. Inga underarter finns listade i Catalogue of Life.